# Mirni
Mirni (Ми́рный) é uma cidade e centro administrativo do Distrito de Mirninski da república russa da Iacútia, localizada a 820 km a oeste de Iacutusque no rio Irelyakh (Bacia do Vilyuy).
População: 37188 (censo russo de 2010); 38793 (censo soviético de 1989).

## História
Foi fundada em 1955 após a descoberta de uma jazida de diamantes na sua proximidade, pela expedição de Yuri Khabardin. Tem o estatuto de cidade desde 1959.

## Economia

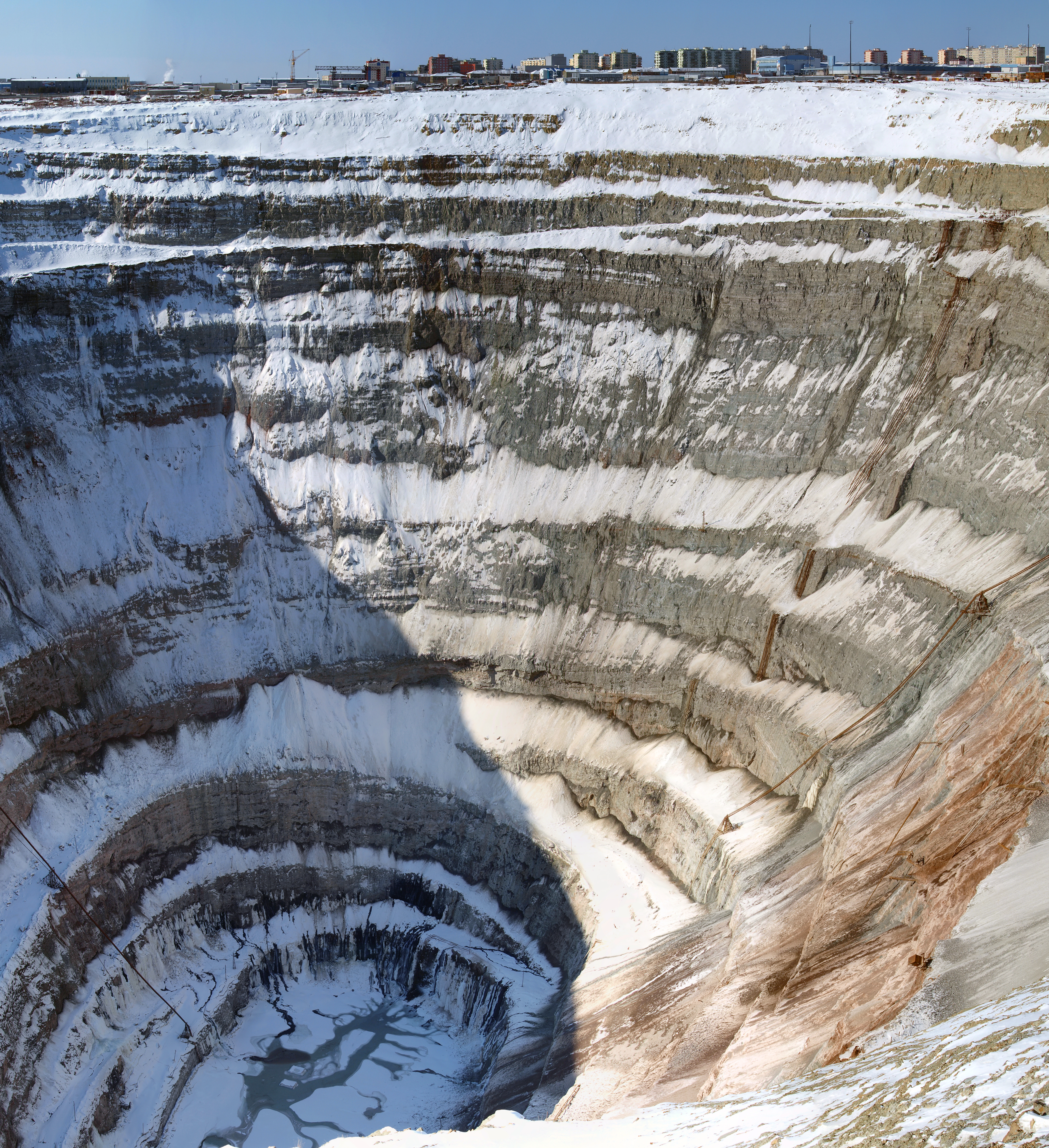
A grande Mina Mir em Mirni

Há uma enorme mina de diamantes a céu aberto na cidade, a Mina Mir. Esta mina tem forma cônica, com 525 m de profundidade e um diâmetro de 1,25 km, e é chamada de umbigo do mundo. É estimado que esta mina é a quarta maior de seu tipo no mundo. A exploração foi parada em 2004, e a mina foi permanentemente fechada em 2011, devido à baixo retorno e custos do trabalho no clima inóspito da região.

### Transporte
A cidade é servida pelo Aeroporto de Mirni. Preocupações com segurança tem sido levantadas sobre a operação de aeronaves perto da jazida de diamantes; Helicópteros são proibidos de sobrevoarem as minas abandonadas.

## Educação
O Instituto Politécnico de Mirni, um braço da Universidade Federal do Nordeste, opera na cidade.